# Vänner
För andra betydelser, se Vänner (olika betydelser).
Vänner (engelska: Friends) är en amerikansk sitcom från 1994–2004, skapad av Marta Kauffman och David Crane. Den handlar om sex vänner som bor i New York.
Den första säsongen började sändas den 22 september 1994 i amerikansk TV, på nätverket NBC. Serien producerades av Kevin S. Bright, Marta Kauffman och David Crane Productions tillsammans med Warner Bros. Television, där den sändes fram till den 6 maj 2004.

## Översikt

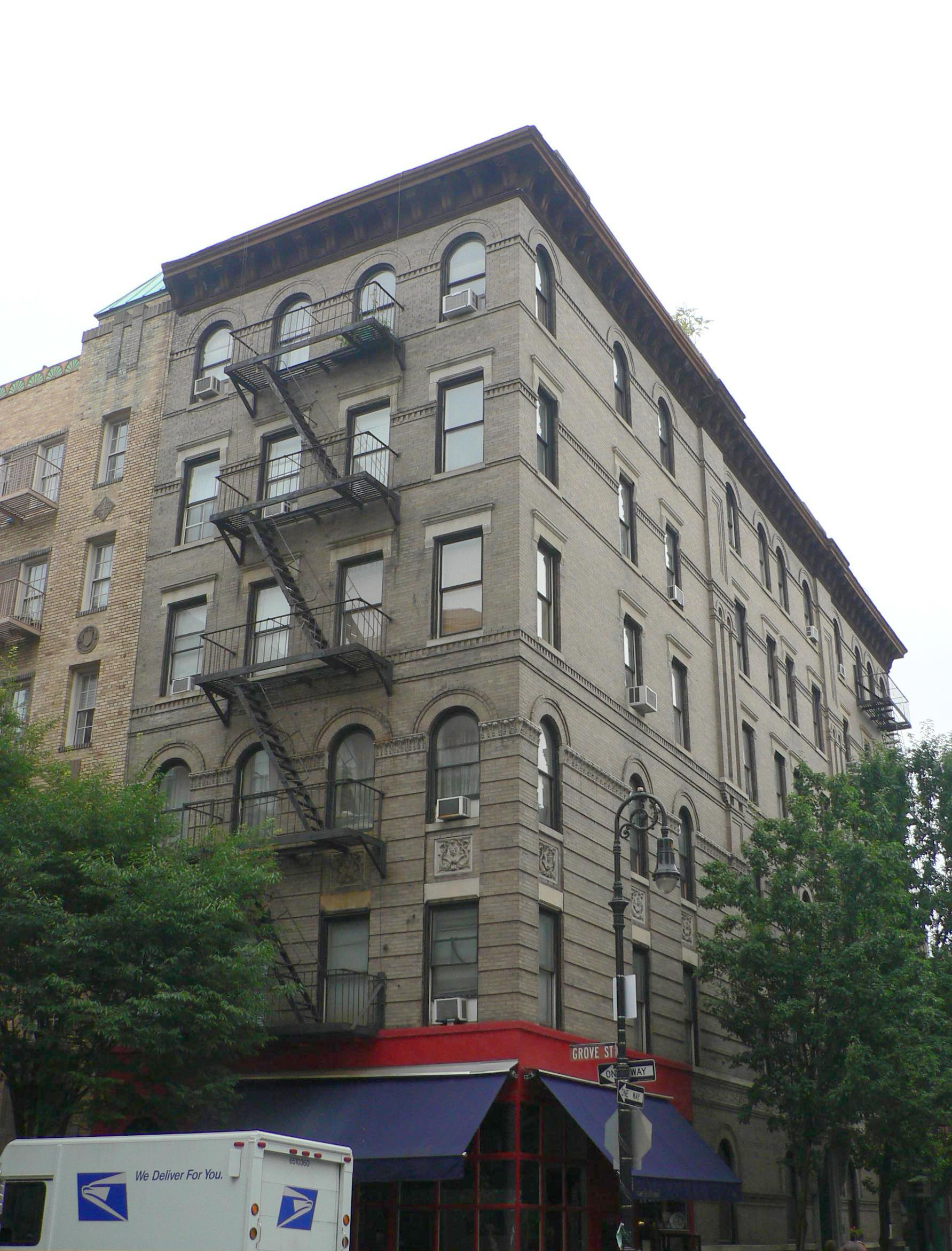
Den byggnad i Greenwich Village som i serien föreställer vännernas hus.

Vänner utspelar sig i 1990-talets New York City och i stadsdelen Greenwich Village. Serien skapades av David Crane som sedan skrev serien tillsammans med Norman Lear och Marta Kauffman. Vänner riktar sig till personer i 20-årsåldern.
Serien handlar om sex personer, den bortskämda och modeintresserade Rachel Green, den pedantiska kocken Monica Geller, den sarkastiske lustigkurren Chandler Bing, tjejmagneten och skådespelaren Joey Tribbiani, den snälle paleontologen Ross Geller och den positiva massören och låtskrivaren Phoebe Buffay.
När första avsnittet av första säsongen börjar har Rachel precis lämnat sin blivande man Barry vid altaret och flyttar in hos sin barndomsvän Monica. Lägenheten ligger mitt emot Chandlers och Joeys. De fyra umgås med Monicas bror Ross, som precis har skilt sig från sin lesbiska fru Carol. Den sjätte av dem är Monicas gamla rumskompis Phoebe. Huvuddelarna av serien utspelar sig i Monicas lägenhet, Chandlers och Joeys lägenhet och i kaféet Central Perk som ligger på bottenvåningen.
Under seriens gång vill Rachel ta mer ansvar i sitt liv, hon får sitt allra första jobb på Central Perk, och senare jobb på Bloomingdale's och därefter på Ralph Lauren. Monica pendlar mellan olika jobb i flera säsonger men får till slut ett kockjobb på en bra restaurang. Chandler jobbar länge på ett kontor, men efter en livskris i slutet av serien byter han till ett jobb inom reklambranschen. Joey jobbar som skådespelare och har många olika roller, men hittar aldrig någon såpopera som han vill jobba inom. Till slut får han en roll i samma serie han fick sparken från i början av serien. Ross får sparken från sitt jobb på museet och blir professor i paleontologi på ett college. Phoebe jobbar genom hela serien som massös och på fritiden spelar hon sina egna låtar, oftast på Central Perk men också på andra ställen.
Genom hela serien får man följa relationen mellan Rachel och Ross. Han blev redan kär i henne på högstadiet och de blev ett par i andra säsongen. Deras relation pendlar fram och tillbaka. Man följer även Chandler och Monicas relation som tar fart i slutet av säsong fyra.
Vänner är en av de mest framgångsrika situationskomedierna som har visats i USA. Under sista säsongen av serien fick varje skådespelare en miljon amerikanska dollar för varje avsnitt av serien. Det allra sista avsnittet av Vänner sågs av över 52 miljoner tittare i USA. Detta avsnitt släpptes på DVD fem dagar efter att det sänts.
Seriens välkända signaturlåt ”I’ll Be There For You” av The Rembrandts blev en relativt stor hit världen över allt eftersom serien blev mer känd. Vänner var omåttligt populär under flera år, men intresset dalade under år 2000 och producenterna funderade på att lägga ned serien. I oktober 2001 ökade intresset för serien igen – många hävdar att detta berodde på terrordåden mot USA i september samma år – varpå producenterna beslöt fortsätta några år till. De bestämde dock 2003 att lägga ned Vänner efter den tionde säsongen som sändes i USA 2004. Det sista avsnittet spelades in i den 23 januari 2004 för att sedan sändas i maj. Marta Kauffman (en av grundarna till serien) försvarade beslutet med orden: Enjoy the ten seasons of this wonderful show, it is gonna last forever. Ungefär: Njut av de tio säsongerna av den här underbara serien, den kommer att vara för evigt!
Med undantag av den sista säsongen spelades avsnitten in i samma takt som de sändes. Skådespelarna fick ett första filmmanus på måndagen. Manuset bearbetades och repeterades till fredag eftermiddag då inspelningarna började. Inspelningen, som alltid gjordes inför en studiopublik, tog ungefär fyra timmar. Ofta användes upp till fem kameror samtidigt för att få med så många vinklar som möjligt. Därefter redigerades råmaterialet och gjordes klart för sändning på onsdagen. Detta innebar att publiken som såg inspelningen hade sett föregående avsnitt den veckan och därmed hade full koll på storyn.
I Sverige går serien, som fortfarande är populär, på Kanal 5 och även Comedy Central. En så kallad spinoff på serien kom år 2005 kallad Joey, där bara rollfiguren Joey Tribbiani finns kvar. I den flyttar han till Los Angeles till sin syster Gina Tribbiani.

## Karaktärer

### Huvudkaraktärer
|                       |
| Jennifer Aniston 2008 |

|                    |
| Courteney Cox 2009 |

|                  |
| Lisa Kudrow 2009 |

|                   |
| Matt LeBlanc 2013 |

|                    |
| Matthew Perry 2007 |

|                      |
| David Schwimmer 2011 |

#### Rachel Green
Spelad av Jennifer Aniston. Rachel är Monicas gamla barndomsvän och dök upp i det första avsnittet av Vänner, ”The Pilot”, då hon kom inrusande på Central Perk i en genomblöt bröllopsklänning efter att ha rymt från sitt bröllop och lämnat sin blivande man Barry Farber vid altaret. Rachel som levt på sin far, får nu chansen att starta ett nytt liv med nya vänner i New York. Hennes passion i livet är mode och kläder, vilket hon sedan får jobb inom. Hon blir tillsammans (och gör slut) med Ross i säsong två. Deras relation är genomgående i hela serien, och de de får även dottern Emma ihop i säsong åtta.

#### Ross Geller
Spelad av David Schwimmer. Ross är den snälla, charmiga, nördiga akademikern i Vänner-gänget och mycket av hans karaktär bygger på det. Han är storebror till Monica Geller. Hans två bästa vänner är Chandler Bing och Joey Tribbiani. Ross är paleontolog och i början av serien arbetar han på Museum of Prehistoric History i New York. Senare i serien lämnar han detta jobb för att bli professor och lektor i paleontologi på New York University. Ross får precis i början av serien sitt första barn, Ben, med sin första fru Carol. I säsong åtta får han ett till, Emma, med Rachel Green. Ross absoluta favoritämne är dinosaurier som han gärna pratar om till sina vänners stora förtret.

#### Chandler Bing
Spelad av Matthew Perry. Chandler var Ross Gellers rumskamrat på college och träffade Ross syster Monica Geller och hennes vän Rachel Green, när de firade Thanksgiving 1986 tillsammans med familjen Geller under hans första år på college. Under större delen av serien är Chandler tjänsteman specialiserad på statistiska analyser och datorkonfiguration men säger upp sig och blir strax därefter junior copywriter på en reklambyrå. I början av serien bor han mittemot Monica och Rachel tillsammans med Joey. Han blir senare ihop med Monica och flyttar då in tillsammans med henne. Chandler friar till Monica i slutet av säsong sex och de gifter sig i slutet av säsong sju. I det sista avsnittet ser Monica och Chandler (som inte kan bli gravida på naturlig väg) sina adopterade tvillingar, Erica och Jack, födas.

#### Monica Geller
Spelad av Courteney Cox. Monica är lillasyster till Ross Geller och före detta skolkamrat med Rachel Green. Hon är pedantisk och helt besatt av hur hennes lägenhet ser ut, speciellt vad gäller städningen. Den personligheten förstärks mer och mer allt eftersom serien går vidare. I ett avsnitt avslöjas att hon kategoriserar sina handdukar i elva olika kategorier, till exempel Användning varje dag, Gäster, Snobbiga och Snobbiga gäster. Monica är kock till yrket och har nästan hela sitt liv varit beroende av och tävlingsinriktad kring matlagning vilket förklaras av att hon i sin tonår var väldigt överviktig och galen i mat. Hon gifter sig med Chandler i säsong sju. I det sista avsnittet ser Monica och Chandler (som inte kan bli gravida på naturlig väg) sina adopterade tvillingar, Erica och Jack, födas. 

#### Phoebe Buffay
Spelad av Lisa Kudrow. Phoebe är gruppens spralliga och virriga person som alltid ser det goda i alla människor och ofta är godtrogen, i början får man veta arr hon är inneboende hos Monica men har bott i eget boende utan att meddela Monica vilket gör att Rachel flyttar in istället  . Phoebe gillar att spela gitarr och sjunga och uppträder ofta på Central Perk. Hon har en tvillingsyster som heter Ursula. I serien får vi veta mer om Phoebes ovanliga familjehistoria. Hon är vegetarian och bryr sig om djurs rättigheter. Under seriens gång har Phoebe en rad olika yrken, men jobbar mest som massös. I säsong tio gifter hon sig med Mike Hannigan.

#### Joey Tribbiani
Spelad av Matt LeBlanc. Joey är gängets största livsnjutare och är inneboende hos Chandler. Hans största passioner i livet är kvinnor, mat och smörgåsar. Han har italienskt ursprung och har sju systrar. Han kämpar sig igenom sin dröm i hopp att bli skådespelare, vilket oftast går ganska dåligt. Det händer att han har får stora chanser, eller genombrott, men då förstör han det genom att klanta till det, som att försova sig, glömma bort, eller haka upp sig på småsaker som retar regissörer och manusförfattare. Det leder till att han får sparken. Hans största roll var som Dr Drake Ramoray i såpoperan Days of our Lives.

### Återkommande karaktärer
| Skådespelare              | Karaktär               | Framträdanden | Framträdanden | Framträdanden | Framträdanden | Framträdanden | Framträdanden | Framträdanden | Framträdanden | Framträdanden | Framträdanden | Framträdanden |
| Skådespelare              | Karaktär               | S 1           | S 2           | S 3           | S 4           | S 5           | S 6           | S 7           | S 8           | S 9           | S 10          | Totalt        |
| ------------------------- | ---------------------- | ------------- | ------------- | ------------- | ------------- | ------------- | ------------- | ------------- | ------------- | ------------- | ------------- | ------------- |
| James Michael Tyler       | Gunther                | 16            | 12            | 20            | 17            | 17            | 20            | 13            | 14            | 15            | 7             | 150           |
| Elliott Gould             | Jack Geller            | 3             | 2             | 1             | 1             | 2             | 1             | 6             | 2             | 1             | 1             | 20            |
| Christina Pickles         | Judy Geller            | 2             | 3             | 1             | 2             | 2             | 1             | 4             | 2             | 1             | 1             | 19            |
| Mitchell Whitfield        | Barry Farber           | 3             | 1             |               |               |               | 2             |               |               |               |               | 6             |
| Jane Sibbett/Anita Barone | Carol Willick          | 6             | 3             | 2             | 1             | 1             | 2             | 1             |               |               |               | 16            |
| Jessica Hecht             | Susan Bunch            | 6             | 3             | 1             | 1             |               | 1             |               |               |               |               | 12            |
| Maggie Wheeler            | Janice Litman Goralnik | 3             | 2             | 6             | 1             | 1             | 1             | 1             | 2             | 1             | 1             | 19            |
| Larry Hankin              | Mr. Heckles            | 3             | 1             | 1             |               |               |               |               |               |               |               | 5             |
| Cosimo Fusco              | Paolo                  | 3             | 1             |               |               |               |               |               |               |               |               | 4             |
| Hank Azaria               | David                  | 1             |               |               |               |               |               | 1             |               | 3             |               | 5             |
| Morgan Fairchild          | Nora Tyler Bing        | 1             |               |               |               | 1             |               | 2             | 1             |               |               | 5             |
| Lisa Kudrow               | Ursula Buffay          | 2             |               | 1             | 1             | 1             | 1             | 1             | 1             |               |               | 8             |
| Lauren Tom                | Julie                  | 1             | 6             |               |               |               |               |               |               |               |               | 7             |
| Jon Lovitz                | Steve                  | 1             |               |               |               |               |               |               |               | 1             |               | 2             |
| June Gable                | Estelle Leonard        | 1             | 2             | 1             |               | 1             | 2             | 1             | 1             |               | 1             | 9             |
| Michael G. Hagerty        | Mr. Treeger            |               | 2             |               | 2             |               |               |               | 1             |               |               | 5             |
| Tom Selleck               | Dr. Richard Burke      |               | 6             | 2             |               |               | 2             |               |               |               |               | 10            |
| Giovanni Ribisi           | Frank Buffay Jr.       |               | 1             | 2             | 3             | 1             |               |               |               |               | 1             | 8             |
| Ron Leibman               | Leonard Green          |               | 1             | 1             |               |               |               |               | 1             |               | 1             | 4             |
| Marlo Thomas              | Sandra Green           |               | 2             |               |               |               |               |               | 1             |               |               | 3             |
| Adam Goldberg             | Eddie Manoick          |               | 3             |               |               |               |               |               |               |               |               | 3             |
| Steven Eckholdt           | Mark Robinson          |               |               | 5             |               |               |               |               |               |               | 1             | 6             |
| Laura Dean                | Sophie                 |               |               | 2             | 2             |               |               |               |               |               |               | 4             |
| Teri Garr                 | Phoebe Abbott          |               |               | 1             | 2             |               |               |               |               |               |               | 3             |
| Jon Favreau               | Pete Becker            |               |               | 6             |               |               |               |               |               |               |               | 6             |
| Debra Jo Rupp             | Alice Knight Buffay    |               |               | 1             | 4             | 1             |               |               |               |               |               | 6             |
| Paget Brewster            | Kathy                  |               |               |               | 6             |               |               |               |               |               |               | 6             |
| Helen Baxendale           | Emily Waltham          |               |               |               | 10            | 4             |               |               |               |               |               | 14            |
| Tate Donovan              | Joshua Burgin          |               |               |               | 5             |               |               |               |               |               |               | 5             |
| Steve Ireland             | Mr. Zelner             |               |               |               |               | 1             |               | 1             | 1             | 1             | 2             | 6             |
| Michael Rapaport          | Gary                   |               |               |               |               | 4             |               |               |               |               |               | 4             |
| Elle Macpherson           | Janine LaCroix         |               |               |               |               |               | 5             |               |               |               |               | 5             |
| Alexandra Holden          | Elizabeth Stevens      |               |               |               |               |               | 5             |               |               |               |               | 5             |
| Reese Witherspoon         | Jill Green             |               |               |               |               |               | 2             |               |               |               |               | 2             |
| Eddie Cahill              | Tag Jones              |               |               |               |               |               |               | 6             | 1             |               |               | 7             |
| Bonnie Somerville         | Mona                   |               |               |               |               |               |               |               | 7             |               |               | 7             |
| Amanda Carlin             | Dr. Long               |               |               |               |               |               |               |               | 6             |               |               | 6             |
| Christina Applegate       | Amy Green              |               |               |               |               |               |               |               |               | 1             | 1             | 2             |
| Paul Rudd                 | Mike Hannigan          |               |               |               |               |               |               |               |               | 11            | 7             | 18            |
| Aisha Tyler               | Charlie Wheeler        |               |               |               |               |               |               |               |               | 5             | 4             | 9             |
| Anna Faris                | Erica                  |               |               |               |               |               |               |               |               |               | 5             | 5             |

## Översikt och sammanfattning

### Översikt
| Säsong | Säsong | Antal avsnitt | Sändningsdatum    | Sändningsdatum | DVD-utgåvor      | DVD-utgåvor     | DVD-utgåvor    |
| Säsong | Säsong | Antal avsnitt | Säsongspremiär    | Säsongsfinal   | Region 1         | Region 2        | Region 4       |
| ------ | ------ | ------------- | ----------------- | -------------- | ---------------- | --------------- | -------------- |
|        | 1      | 24            | 22 september 1994 | 18 maj 1995    | 30 april 2002    | 29 maj 2000     | 4 oktober 2006 |
|        | 2      | 24            | 21 september 1995 | 16 maj 1996    | 3 september 2002 | 29 maj 2000     | 4 oktober 2006 |
|        | 3      | 25            | 19 september 1996 | 15 maj 1997    | 1 april 2003     | 29 maj 2000     | 4 oktober 2006 |
|        | 4      | 24            | 25 september 1997 | 7 maj 1998     | 15 juli 2003     | 29 maj 2000     | 4 oktober 2006 |
|        | 5      | 24            | 24 september 1998 | 20 maj 1999    | 4 november 2003  | 29 maj 2000     | 4 oktober 2006 |
|        | 6      | 25            | 23 september 1999 | 18 maj 2000    | 27 januari 2004  | 27 juli 2000    | 4 oktober 2006 |
|        | 7      | 24            | 5 oktober 2000    | 17 maj 2001    | 6 april 2004     | 25 oktober 2004 | 4 oktober 2006 |
|        | 8      | 24            | 27 september 2001 | 16 maj 2002    | 9 november 2004  | 25 oktober 2004 | 4 oktober 2006 |
|        | 9      | 24            | 26 september 2002 | 15 maj 2003    | 8 mars 2005      | 25 oktober 2004 | 4 oktober 2006 |
|        | 10     | 18            | 25 september 2003 | 6 maj 2004     | 15 november 2005 | 25 oktober 2004 | 4 oktober 2006 |

### Säsong 1 (1994–1995)

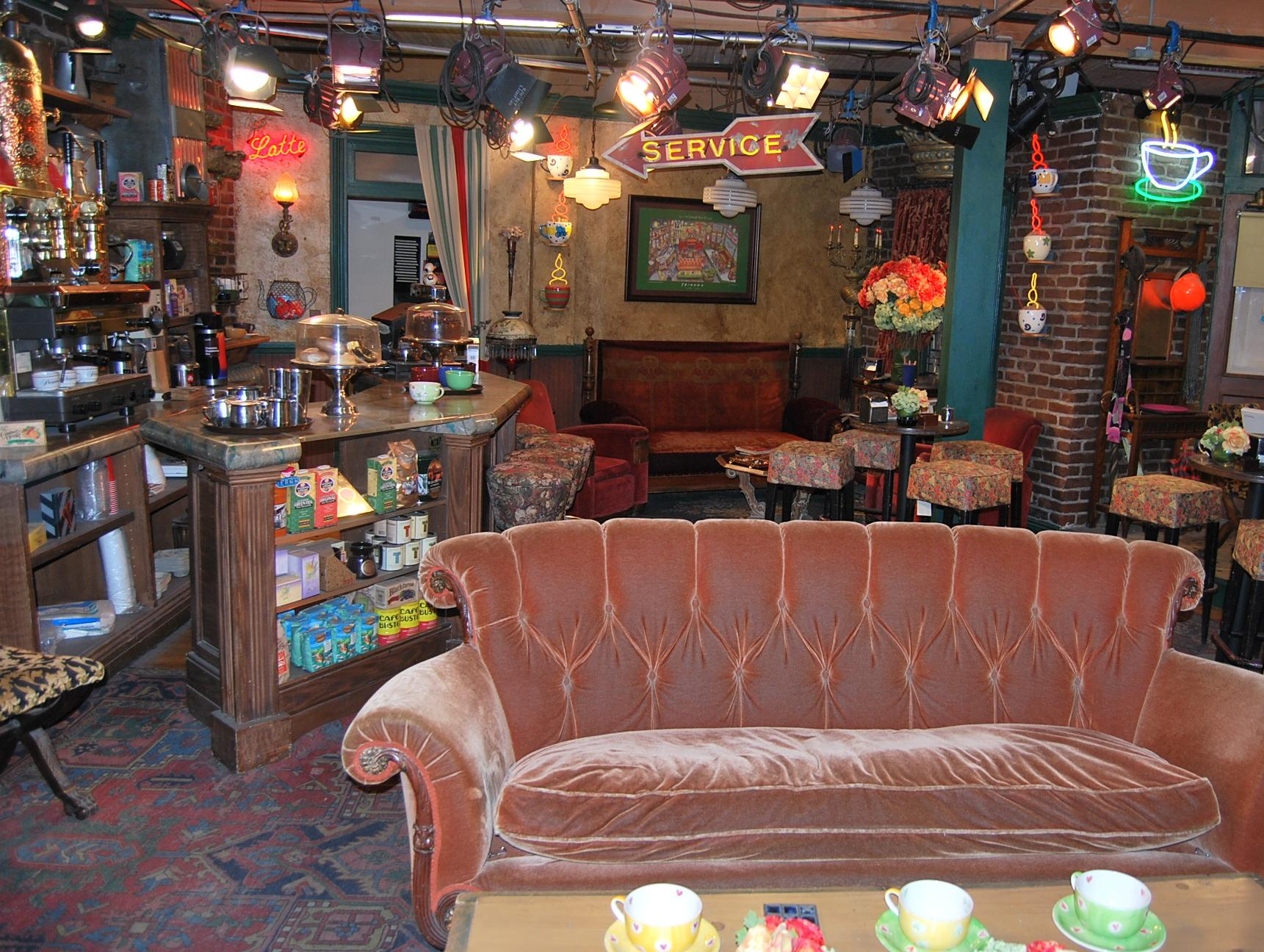
Studion som föreställer kaféet Central Perk som spelar en framträdande roll i serien.

Phoebe, Monica, Chandler, Joey, och Ross är fem vänner som träffas på det lokala fiket Central Perk strax efter att Ross fru Carol har avslöjat att hon är lesbisk och vill skiljas ifrån honom. Monica och Ross är syskon. Hon bor ensam i lägenheten där alla brukar hänga tillsammans på fritiden. Chandler och Joey bor tillsammans i lägenheten mittemot. Ross har en egen lägenhet några kvarter bort och Phoebe bor också några kvarter bort hos sin mormor eftersom hennes mamma tog livet av sig för ungefär 10 år sedan, hennes pappa lämnade dem när hon var liten. Monicas gamla skolkamrat Rachel stormar in i caféet med en bröllopsklänning på sig, hon har precis lämnat sin blivande make Barry Farber vid altaret. Hon flyttar in hos Monica, får jobb som servitris på Central Perk och får för första gången i sitt liv jobba för att få pengar. Ross upptäcker att hans ex-fru Carol är gravid. Hon föder en son, Ben, som uppfostras av Carol och hennes nya partner, Susan, som Ross ogillar.
Ross avslöjar att han var kär i Rachel i high school, och han har fortfarande har känslor för henne. Genom säsongen försöker han med stöd från Chandler och Joey, förklara sina känslor för henne, men lyckas aldrig riktigt. På Rachels födelsedag åker Ross till Kina med sitt arbete. När han är borta råkar Chandler avslöja för Rachel att Ross är kär i henne. Rachel bestämmer sig för att hon vill ha ett förhållande med Ross och åker till flygplatsen för att möta honom när han kommer hem. Hon vet dock inte att han stiger av planet med en annan kvinna.

### Säsong 2 (1995–1996)
Ovetande att Rachel tycker om honom, startar Ross en ny relation med Julie som han träffade i Kina. När Rachel super sig full lämnar hon ett meddelande på hans telefonsvarare där hon säger att hon kommit över honom. Ross hör meddelandet och undrar hur han ska göra. Han och Rachel kysser varandra. Ross kan inte bestämma sig vem han vill ha av Rachel och Julie och bestämmer sig att göra en lista över för- och nackdelar över de två. Han bestämmer sig för Rachel och gör slut med Julie. Men när Rachel upptäcker Ross lista blir hon arg på honom och gör slut. De blir sedan tillsammans igen när hon ser en video från sin och Monicas studentbal då han försökte gå med Rachel eftersom hon blev utan kavaljer.
Joey får ett jobb i tv-serien Våra bästa år som Dr. Drake Ramoray, och börjar tjäna tillräckligt med pengar för att ha råd med en egen lägenhet. Han flyttar ut och Chandler skaffar en ny rumskompis, Eddie som är galen. När Joey berättar i en intervju att han skriver egna repliker till manuset dödar seriens manusskrivare hans rollfigur. Joey flyttar åter in till Chandler efter att Chandler till slut fått bort Eddie. Phoebe upptäcker att hon har en halvbror som heter Frank och de börjar bygga en relation. Monica dejtar Richard Burke (spelas av Tom Selleck), en vän till hennes föräldrar som är mycket äldre än hon och har mustasch. De gör slut när Richard berättar att han inte vill ha barn. Chandler har dejtat en kvinna på nätet, när han träffar henne i verkligheten upptäcker han att det är hans ex, Janice, som han sedan kysser.

### Säsong 3 (1996–1997)

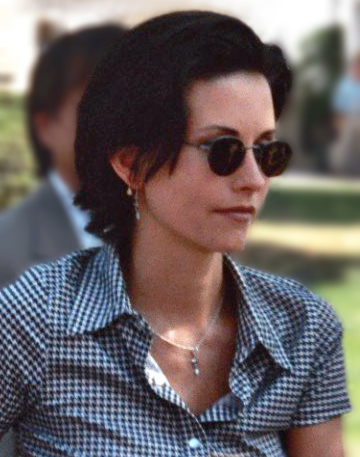
Courteney Cox som spelar Monica Geller

Rachel slutar jobba på Central Perk för att börja jobba hos Bloomingdale's. Ross misstänker att Rachels nya medarbetare Mark vill dejta henne, och blir mer och mer svartsjuk. Spänningarna mellan Ross och Rachel kulminerar på deras årsdag och Rachel föreslår att de ska ta en paus från varandra. Efter att ha hört Rachels medarbetare i bakgrunden vid ett telefonsamtal, antar Ross att Rachel dejtar honom. Ross blir deprimerad och har sex med en annan kvinna. Han försöker sedan reparera förhållandet med Rachel utan att berätta att han legat med en annan kvinna. Han försöker övertala henne att inget av det han gjorde betydde någonting för honom och att det inte räknades som otrohet för att they were on a break. Men Rachel får veta det av Gunther, som jobbar på Central Perk, och hon gör slut med Ross.
Joey och Chandler köper en kyckling och en anka för att ha som husdjur. Joeys skådespelarkarriär fortsätter att gå dåligt. Phoebe hittar en kvinna som också heter Phoebe som kände hennes föräldrar. Hon tar med sig gänget och besöker henne. Hon får reda på att den andra Phoebe var hennes mammas och pappas bästa vän i ungdomen. Phoebe får också veta att hennes riktiga mor också är den andra Phoebe. Rachel blir upprörd när Ross börjar dejta Bonnie som oväntat dyker upp under resan. Rachel är olycklig och föreslår för Bonnie att hon ska raka sitt huvud så att Ross inte ska tycka att hon attraktiv längre. Ross och Rachel börjar gräla om detta och de börjar förstå att de fortfarande gillar varandra. Ross måste bestämma sig för om han vill vara tillsammans med Bonnie eller Rachel.

### Säsong 4 (1997–1998)
Ross bestämmer sig för att han vill vara tillsammans med Rachel och gör slut med Bonnie. Han fortsätter att hävda att de hade gjort ett uppehåll när han var otrogen mot Rachel i säsong 3, och de gör slut igen. När Phoebe förstått att den äldre Phoebe är hennes mamma, berättar hon detta för sin tvillingsyster, Ursula, som vetat om det hela tiden. Phoebe går med på att bli surrogatmamma åt sin halvbror Frank och hans fru Alice. Efter att ha fått en insemination blir Phoebe gravid, med trillingar!
Joey börjat dejta Kathy men även Chandler gillar henne. Joey och Kathy gör slut efter att Kathy kysst Chandler. Joey är arg men förlåter Chandler när han ser att de älskar varandra. Chandler misstänker att Kathy har sex med en av skådespelarna i pjäsen som hon är med i efter att ha sett den. Efter att ha blivit konfronterad och anklagad, har hon sex med honom och Chandler och Kathy gör slut. Monica och Rachel byter lägenhet med Joey och Chandler efter att ha förlorat ett vad om vilka som känner varandra bäst. Tjejerna hatar sin nya lägenhet så de övertalar Joey och Chandler att byta tillbaka mot att de bjuder på säsongskort till New York Knicks och en möjlighet att se Monica och Rachel kyssas under en minut.
Ross dejtar den brittiska kvinnan Emily och de förlovar sig. Gänget reser till London för Ross och Emilys bröllop, alla utom Phoebe som snart ska föda och Rachel som inte vill se Ross gifta sig. På repetitionsmiddagen före bröllopet blir Monica deprimerad eftersom hon inte är gift, och en kille tror att hon är Ross mamma. Chandler tröstar henne och det slutar med att de har sex. Rachel inser att hon fortfarande älskar Ross och flyger till London för att berätta det för honom. När hon kommer dit ser hon honom med Emily och bestämmer sig för att det inte är rätt att förstöra bröllopet. Bröllopet börjar men får ett konstigt slut när Ross säger Jag tar dig, Rachel istället för Jag tar dig, Emily.

### Säsong 5 (1998–1999)
Ross och Emilys bröllop fortsätter trots att Ross råkat säga fel namn vid altaret. Vid mottagandet efteråt försvinner Emily. Vännerna åker tillbaka till New York där Emily ringer Ross och säger att hon bara vill fortsätta vara gift med honom om han lovar att aldrig träffa Rachel igen. Ross går till en början med på detta, men allt eftersom Emily kommer med nya omänskliga krav skiljer de sig till slut. Ross flyttar därefter in i Ugly Naked Guys lägenhet som ligger mitt emot Monicas och Rachels, sedan han flyttat ut.
Phoebe föder trillingarna Frank Jr. Jr., Leslie och Chandler. Hon försöker behålla en av dem efter ha fäst sig vid dem, men märker att Frank och Alice vill behålla alla sina barn. Chandler och Monica fortsätter med sitt hemliga förhållande. Efter halva säsongen får Joey reda på deras relation, och efter många månader till får även Rachel reda på det. Till slut får alla veta det, och de kan slappna av. Rachel börjar på ett nytt jobb hos Ralph Lauren. Joey får en roll i en film och han tror att det kommer att bli hans stora genombrott. Joey och Chandler reser mot Las Vegas där filmen ska spelas sin, men mitt under resan säger Chandler att han inte tror att det kommer att bli Joeys genombrott. Joey kastar ut Chandler från bilen. När han kommer till produktionen i Las Vegas läggs den dock ner. Alla åker till Las Vegas för att träffa Joey där de får reda på att han jobbar som gladiator på kasinot Caesars Palace. I Las Vegas super sig Ross och Rachel fulla. Monica och Chandler bestämmer sig för att gifta sig, men stöter på Ross och Rachel som stormar ut nygifta från kapellet.

### Säsong 6 (1999–2000)
När Rachel och Ross nyktrat till och upptäcker att de har gift sig kommer de överens om att annullera bröllopet så att han inte ska göra en tredje skilsmässa. Men egentligen vill Ross inte och ljuger för Rachel, han säger att han har annullerat äktenskapet fast han egentligen inte har det. Till slut upptäcker Rachel att Ross har ljugit och får honom att gå med på att annullera äktenskapet. Men då Rachel skriver massa saker som inte stämmer om Ross i papperen som sedan överlämnas till domaren så går domaren inte med på att annullera äktenskapet, varpå Ross tvingas genomgå en tredje skilsmässa i alla fall. Ross får ett nytt jobb, där han undervisar i paleontologi vid New Yorks universitet. Han dejtar Rachels lillasyster Jill under ett avsnitt och därefter en av sina elever, Elizabeth.
Chandler och Monica gifte sig inte men flyttar in tillsammans i Monicas lägenhet. Rachel flyttar till Phoebe. Joey får en ny rumskompis, Janine, och de börjar dejta. När Janine avslöjar att hon inte gillar Chandler och Monica gör Joey slut. Joey, som efter detta är arbetslös och helt pank, börjar jobba på Central Perk samtidigt som han söker olika skådespelarroller. Han får till slut rollen som stjärnan i serien Mac and Cheese. En eldsvåda börjar i Rachels och Phoebes lägenhet och förstör den helt. Rachel flyttar in hos Chandler och Monica och Phoebe hos Joey. Snart byter de plats så att Rachel bor med Joey istället.
Bruce Willis medverkar i tre avsnitt som Ross flickvän Elizabeths pappa och Rachels pojkvän. I slutet av säsongen beslutar sig Chandler för att fria till Monica. Det går dock inte som tänkt och Monicas ex-pojkvän Richard kommer in säsongsavslutningen och förstör nästan hans plan. I slutet friar Chandler dock till Monica, och Monica säger ja.

### Säsong 7 (2000–2001)
Monica och Chandler börjar planera sitt bröllop. Rachel blir befordrad och anställer assistenten Tag, som hon börjar dejta. De gör senare slut när Rachel fyller trettio år.
Phoebes lägenhet repareras men det blir åter en lägenhet med ett sovrum (Phoebes mormor hade satt upp en vägg för att göra två sovrum) så Rachel fortsätter att bo hos Joey. Joeys nya tv-serie Mac and Cheese läggs ner men han lyckas komma tillbaka till Våra bästa år när hans roll, Dr. Drake Ramoray, får en ny hjärna från rollfiguren Jessica Lockheart som hade ramlat av en häst och åkt in i ett elstängsel. Joeys rollfigur vaknar sedan upp från koman med hennes hjärna.
Natten före sitt bröllop blir Chandler rädd och försvinner. När han är borta hittar Phoebe och Rachel ett positivt graviditetstest i Monicas badrum och Phoebe antar att Monica är gravid. Rachel får Phoebe att lova att de inte ska berätta för någon vad de har hittat. Phoebe och Ross hittar Chandler på hans kontor (när Rachel uppehåller Monica) och övertygar honom att komma tillbaka, men Chandler hör Phoebe och Rachel prata om Monicas graviditet och han försvinner igen. Han dyker snart upp igen på eget bevåg och bestämmer sig för att ett barn inte vore så dåligt. Chandler och Monica gifter sig, men när Chandler berättar för Monica att han vet allt om barnet så säger hon att hon inte är gravid och att det inte var hennes graviditetstest de hittade.
Samtidigt som Phoebe berättar för Rachel hur glad hon är för Monicas graviditet, håller Rachel med men är väldigt känslosam. Kameran zoomar in Rachel när hon tar ett djupt andetag innan allt slutar. Publiken blir kvar med frågan: Kan Rachel vara gravid?.

### Säsong 8 (2001–2002)
I den här säsongen försvann klippen med New Yorks World Trade Center på grund av 11 september-attackerna.
Rachel erkänner att hon är gravid men berättar inte för någon vem pappan är. Oturligt nog för henne hittar Joey en tröja som barnets pappa glömt i deras lägenhet. Phoebe tror att det är Tags tröja men Ross hittar den och säger att det är hans. Efter att Rachel berättar för Ross att han är pappan, berättar de för vännerna att de låg med varandra ungefär en månad före Chandler och Monicas bröllop. Ross börjar dejta Mona (som han träffade på Chandler och Monicas bröllop) under några månader. Han gör dock slut eftersom det blir för komplicerat när han är far till Rachels barn. Eftersom Rachel och Joey bor tillsammans får Joey känslor för henne. När Ross missar flera faderliga saker föreslår Joey att Rachel ska flytta in hos Ross, och det gör hon. Joey avslöjar senare sina känslor för Rachel, som vänligt avvisar dem.
Efter en passionerad kyss med Ross får Rachel värkar och de åker till sjukhuset. Där försöker Ross mamma ge honom en ring som han ska fria till Rachel med. Ross behåller ringen i sin jackficka även om han inte vill fria till Rachel. Hon har värkar i 47 timmar (något som Chandler givetvis skämtar om) och delar rum med fem olika kvinnor (bland andra Janice) som allihop får barn före henne. Rachel föder en dotter, som namnges Emma.
Joey hittar förlovningsringen som ramlar ut från Ross jacka. Han böjer sig ner och tar upp den. Rachel som ser Joey på ett knä med en förlovningsring tror att han friar till henne och säger Okej. Monica och Chandler beslutar sig för att skaffa barn.

### Säsong 9 (2002–2003)
Rachel får veta att Joey inte friande till henne, men Ross tar ändå inte chansen att göra det. Efter att Ross sett Rachel kyssa en kille från hennes kontor samt tagit emot ett meddelande menat för Rachel från en kille från en bar någon månad tidigare så bestämmer sig Ross för att hämnas genom att bjuda hem en främmande kvinna till lägenheten. När Rachel kommer hem börjar hon och Ross att bråka och snart kommer de underfund med att det är för svårt att ha barn och bo ihop. Därför bestämmer sig Rachel för att flytta tillbaka till Joey igen tillsammans med Emma.
Chandlers jobb tvingar honom att flytta till Tulsa i Oklahoma. Monica bestämmer sig för att inte följa med eftersom hon kan få sitt drömjobb i New York. Han väntar med att bestämma sig men vill lämna sitt jobb efter att han måste jobba i Tulsa över julen. När en kvinnlig medarbetare stöter på honom i Tulsa slutar han och börjar med ett nytt jobb i reklambranschen. Efter att ha försökt att få barn hela säsongen visar tester att Chandler och Monica inte kan få barn, så de bestämmer sig för att adoptera.
Phoebe börjar dejta Mike Hannigan (Paul Rudd). De flyttar in tillsammans, men när han berättar för Phoebe att han inte vill gifta sig så gör de slut. Samtidigt börjar Rachel få känslor för Joey.
Vännerna åker till Barbados. Phoebe tar med sin pojkvän David som hon träffade i säsong ett, och Joey tar med sin flickvän Charlie. Chandler råkar ge David ett dåligt råd och David bestämmer sig för att fria till Phoebe. När Monica får reda på det berättar hon det för Mike och säger åt honom att bli tillsammans med Phoebe igen. Mike kommer till Barbados och friar till Phoebe. Hon säger nej, men eftersom hon nu vet att deras förhållande har en framtid så tar hon tillbaka honom och lämnar David. Joey och Charlie gör slut. Därefter får Joey reda på att Rachel gillar honom, men han vill inte gå vidare för han känner att han sviker Ross. När Joey ser Ross och Charlie kyssas ändrar han sig dock och kysser Rachel. Monica får veta något om Chandler som gör henne mycket förvånad.

### Säsong 10 (2003–2004)
I början av säsongen trodde inte producenterna att detta skulle bli den sista säsongen, det pratades till och med om en film, men eftersom kontrakten inte gällde för en film meddelades det att det här var den sista säsongen.
Joey och Rachels förhållande fungerar inte och Charlie går tillbaka till sitt ex som fortfarande är kär i henne. Mike och Phoebe gifter sig mitt i gatan utanför Central Perk en kall och snöig dag. Chandler och Monica bestämmer sig för att adoptera ett barn av unga gravida Erica. De bestämmer sig även för att flytta ut ur sin lägenhet till en förort till New York. Erica föder tvillingar, en pojke och flicka, som får namnen Jack (efter Monicas pappa) och Erica (efter riktiga mamman Erica). I det sista avsnittet kan Courteney Cox (Monica) inte längre gömma sin egen graviditet. 
Rachel bestämmer sig för att ta ett jobb i Paris. Vännerna ordnar en farvälfest för henne där hon säger hej då till allesammans, förutom Ross. Ross tar detta som en enorm förolämpning och stormar iväg till henne, hon skriker åt honom att han inte fattade något. Att hon inte ”glömde honom”, utan saknade ord för hur mycket han betyder för henne och hur mycket hon skulle sakna honom. Detta slutar med en kyss och en natt tillsammans.
I det sista avsnittet kommer Ross underfund med att han fortfarande älskar Rachel, och efter att hon åkt till flygplatsen åker han efter. Han hinner ifatt henne men hon åker ändå. Han återvänder då hem till sin lägenhet och lyssnar av sin telefonsvarare där Rachel lämnat ett meddelande att hon själv insett att hon älskar honom och vill vara med honom och att hon försöker ta sig av planet som är på väg och lyfta. Meddelandet slutar dock innan man får klarhet i om hon lyckats ta sig av. I samma stund uppenbarar hon sig i Ross dörr och de kysser varandra.
Avsnittet slutar med att Chandler och Monica flyttar ut från sin lägenhet med sina nya tvillingar. Mike och Phoebe bestämmer sig för att skaffa barn. Ross och Rachel blir en familj med Emma och Joey flyttar till Los Angeles. (Det sista framgår dock inte i avsnittet utan bara i den nya serien, Joey). Därefter lämnar alla den gamla lägenheten för att gå och ta en kopp kaffe. Chandler har den sista repliken, som är Sure … where? (Javisst, var?). Ett typiskt Chandlerskämt eftersom det är självklart att de ska fika på Central Perk.
Innan Vänner skapades så var det tänkt att Monica skulle vara gravid i början av programmet, så att hon senare skulle kunna ha en fullvuxen dotter som var med och skapade drama i programmet. Producenterna hade till och med anlitat ett barn vid namn Rania, men det ställdes in av okända skäl.

### Friends: The Reunion
Den 12 november 2019 meddelade Hollywood Reporter att Warner Bros. höll på att utveckla en återförening av Vänner för HBO Max där seriens originalskådespelare och skapare skulle medverka. Specialavsnittet Friends: The Reunion hade premiär den 27 maj 2021 på HBO.

## Utmärkelser
Vänner har fått flertalet utmärkelser i både USA och i Sverige.

### Emmy Awards
- 2003 – Framstående gästskådespelare i en komediserie – Christina Applegate
- 2002 – Framstående komediserie
- 2002 – Framstående huvudroll i komediserie – Jennifer Aniston
- 2000 – Framstående gästskådespelare i en komediserie – Bruce Willis
- 1998 – Framstående stödjande skådespelare i komediserie – Lisa Kudrow
- 1996 – Framstående regisserat komediserie – Michael Lembeck (för avsnittet "The One After the Super Bowl")

Courteney Cox är den enda av skådespelarna i serien som aldrig har varit nominerad för en Emmy.

### Golden Globe Awards
- 2003 – Bästa prestationen av en skådespelerska i en tv-serie, musikal eller komedi – Jennifer Aniston.

### People's Choice Awards
- 2004 – Bästa komediserien på tv.
- 2004 – Bästa kvinnliga tv-skådespelerska – Jennifer Aniston
- 2003 – Bästa komediserien på tv.
- 2003 – Bästa kvinnliga tv-skådespelerska – Jennifer Aniston
- 2002 – Bästa komediserien på tv.
- 2002 – Bästa kvinnliga tv-skådespelerska – Jennifer Aniston
- 2001 – Bästa komediserien på tv.
- 2001 – Bästa kvinnliga tv-skådespelerska – Jennifer Aniston
- 2000 – Bästa komediserien på tv.
- 2000 – Bästa kvinnliga tv-skådespelerska – Jennifer Aniston
- 1999 – Bästa komediserien på tv.
- 1995 – Bästa nya komediserie på tv.

### Screen Actors Guild Awards
- 2000 – Framstående prestation av en kvinnlig skådespelerska i en komediserie – Lisa Kudrow
- 1996 – Framstående prestation av en ensemble i en komediserie.

### Aftonbladets TV-pris
- 2001 – Bästa kvinnliga utländska tv-personlighet – Jennifer Aniston
- 2002 – Bästa kvinnliga utländska tv-personlighet – Jennifer Aniston
- 2003 – Bästa kvinnliga utländska tv-personlighet – Jennifer Aniston
- 2004 – Bästa kvinnliga utländska tv-personlighet – Jennifer Aniston

David Schwimmer var den första av alla i Vänner-gänget att få pris. Utmärkelsen var för bästa birollsinnehavare.

## Dvd och Blu ray
Hela serien med 10 säsonger har givits ut i flertalet länder i olika dvd/blu ray-versioner. Vissa av versionerna har extramaterial som:
- Skådespelare och medverkande (texter med biografier)
- Kommentatorspår av skaparna
- Kuriosa och fakta
- Interaktiva spel
- Fakta om produktionen (till exempel, uppsättningen av rekvisitan, speciella inspelningsställen, utvecklingen av avsnitten med tillbakablickar och så vidare)

## Dokumentär
"The One That Goes Behind the Scenes" är en dokumentär Discovery Channel gjorde.

## Globala sändningar
| Land                  | Tv-kanal                                               | Dubbning     | Undertexter   |
| --------------------- | ------------------------------------------------------ | ------------ | ------------- |
| Argentina             | Warner Channel                                         | (original)   | Spanska       |
| Australien            | Arena TV (Visas dagligen)                              | (original)   | (inga)        |
| Belgien               | VT4                                                    | (original)   | Flamländska   |
| Brasilien             | Warner Channel                                         | (original)   | Portugisiska  |
| Brasilien             | SBT                                                    | Portugisiska | (inga)        |
| Bulgarien             | Fox life                                               | Bulgariska   | ?             |
| Bulgarien             | Kanal 1                                                | Bulgariska?  | ?             |
| Bulgarien             | BTV                                                    | Bulgariska?  | ?             |
| Cypern                | CyBC                                                   | (original)   | Grekiska      |
| Danmark               | TV2                                                    | (original)   | Danska        |
| Estland               | Kanal 2                                                | (original)   | Estniska      |
| Filippinerna          | ABC-5                                                  | (original)   | (inga)        |
| Filippinerna          | Star World                                             | (original)   | (inga)        |
| Filippinerna          | Studio 23                                              | (original)   | (inga)        |
| Finland               | Sub                                                    | (original)   | Finska        |
| Frankrike             | France 2                                               | Franska      | (inga)        |
| Frankrike             | AB1                                                    | Franska      | (inga)        |
| Förenade arabemiraten | One TV                                                 | (original)   | Arabiska      |
| Grekland              | Star Channel                                           | (original)   | Grekiska      |
| Hongkong              | TVB Pearl                                              | (original)   | Kinesiska     |
| Indien                | Star World                                             | (original)   | (inga)        |
| Indien                | Zee Cafe                                               | (original)   | (inga)        |
| Indonesien            | RCTI                                                   | (original)   | (Indonesiska) |
| Irland                | RTÉ Two                                                | (original)   | (inga)        |
| Irland                | (Visas även på Channel 4 och E4 från Storbritannien).  | (original)   | (inga)        |
| Island                | Stöð 2                                                 | (original)   | Isländska     |
| Island                | Sirkus (repriser)                                      | (original)   | Isländska     |
| Israel                | Bip - Comedy channel                                   | (original)   | Hebreiska     |
| Israel                | Israel's Channel 2                                     | (original)   | Hebreiska     |
| Italien               | Rai Due                                                | Italienska   | (inga)        |
| Japan                 | FOX                                                    | Japanska     | ?             |
| Kanada                | Citytv                                                 | (original)   | (inga)        |
| Kanada                | OMNI Television                                        | (original)   | (inga)        |
| Kanada                | TVtropolis                                             | ?            | ?             |
| Kanada                | W Network                                              | (original)   | (inga)        |
| Kanada                | (Kan även ses på TBS och andra amerikanska tv-kanaler) | ?            | ?             |
| Kina                  | 星空 (Xing Kong)                                       | Kinesiska    | Kinesiska     |
| Kroatien              | HRT2                                                   | (original)   | Kroatiska     |
| Malaysia              | Astro Channel 70 Star World                            | ?            | ?             |
| 8 TV                  | ?                                                      | ?            |               |
| NTV 7                 | ?                                                      | ?            |               |
| Mellanöstern          | MBC 4                                                  | ?            | ?             |
| Mellanöstern          | Orbit Television Network                               | ?            | ?             |
| Mexiko                | Warner Channel                                         | (original)   | Spanska       |
| Norge                 | TV 2                                                   | (original)   | Norska        |
| Nya Zeeland           | (Visas för närvarande på TV2)                          | (original)   | (inga)        |
| Pakistan              | Star World                                             | ?            | ?             |
| Pakistan              | Paramount Comedy                                       | ?            | ?             |
| Polen                 | TVN Siedem                                             | ?            | ?             |
| Polen                 | Canal+                                                 | ?            | ?             |
| Polen                 | Polsat                                                 | ?            | ?             |
| Portugal              | 2: (a dois)                                            | (original)   | Portugisiska  |
| Rumänien              | PRO Cinema                                             | ?            | ?             |
| Rumänien              | PRO TV                                                 | ?            | ?             |
| Ryssland              | НТВ (?)                                                | Ryska        | (inga)        |
| Ryssland              | RTR (Visade den första omgången)                       | Ryska        | (inga)        |
| Ryssland              | STS (Andra omgången)                                   | Ryska        | (inga)        |
| Ryssland              | REN-TV                                                 | Ryska        | (inga)        |
| Serbien               | RTV Pink                                               | (original)   | Serbiska      |
| Singapore             | Channel 5                                              | ?            | Mandarin      |
| Slovakien             | Markiza                                                | Slovakiska   | (inga)        |
| Spanien               | Canal+                                                 | Spanska      | (inga)        |
| Spanien               | Cuatro                                                 | Spanska      | (inga)        |
| Storbritannien        | Channel 4/E4                                           | (original)   | (inga)        |
| Storbritannien        | Sky One (säsong 3 & 4)                                 | (original)   | (inga)        |
| Sverige               | Kanal 5 (visas varje vardag)                           | (original)   | Svenska       |
| Sydafrika             | SABC                                                   | ?            | ?             |
| Sydafrika             | M-Net                                                  | ?            | ?             |
| Sydafrika             | e.TV                                                   | ?            | ?             |
| Sydkorea              | Channel 7 everyday                                     | ?            | ?             |
| Turkiet               | ComedyMax                                              | (original)   | Turkiska      |
| Tyskland              | ProSieben                                              | Tyska        | (inga)        |
| Ungern                | HBO                                                    | Ungerska     | (inga)        |
| Ungern                | TV2                                                    | Ungerska     | (inga)        |
| USA                   | NBC (huvudkanal)                                       | (original)   | (inga)        |
| USA                   | TBS (repriser)                                         | (original)   | (inga)        |
| USA                   | Flera lokala tv-kanaler runt USA                       | ?            | ?             |

## Om serien
- Förslag på namn på serien fanns det gott om, till exempel Six of One, Across the Hall, Insomnia Café och Friends Like Us.
- David Schwimmer som spelar Ross har regisserat några avsnitt, till exempel The One With the Birth Mother, The One With Phoebe’s Birthday Dinner och The One Where Joey Dates Rachel.
- Det mesta av serien spelades in i delstaten Kalifornien och inte i New York där serien utspelar sig.
- Vissa scener spelades inte in med studiopublik utan man använde inspelade skratt, som utomhusscener.
- Janice, Chandlers exflickvän har dykt upp i alla säsonger, i varje fall hennes röst.
- Adresserna vännerna har i serien är:

Joey och Chandler – 495 Grove St Apt 19, New York NY 10001
Monica och Rachel – 495 Grove St Apt 20, New York NY 10001
Phoebe – 5 Morton St Apt 14, New York NY 10001
Ross – Ugly Naked Guys lägenhet
- I seriens intro dyker skådespelarna upp i alfabetisk ordning: Aniston, Cox, Kudrow, Le Blanc, Perry och Schwimmer.
- Courteney Cox blev först ombedd att spela Rachel, men efter att ha läst manuset ville hon hellre spela Monica.
- James Michael Tylers roll Gunther kom med i serien av en slump. Han var statist igenom hela säsong ett och hade i säsong två en replik. Regissörerna var tillräckligt imponerade för att ha med honom flera gånger. Han fick rollen eftersom han var den enda av statisterna i pilotavsnittet som visste hur man hanterar en espressomaskin.
- Tjugofemårsjubileet för seriens premiär högtidlighölls 2019 med bland annat en världsturné för den ikoniska orangea Central Perk-soffan.[28]

### Fotnoter
1. ↑  ”Friends” (på engelska). TV.Com. Arkiverad från originalet den 1 februari 2012. https://web.archive.org/web/20120201174800/http://www.tv.com/shows/friends. Läst 25 januari 2017.
2. ↑  ”Friends: Season 1 (4 Discs)”. Friends: Season 1 (4 Discs). Amazon.ca. http://www.amazon.com/dp/B0000844MI/. Läst 9. marts 2012.
3. 1 2 3 4 5  Fisher, Nick (27. maj 2000). ”Videos to buy”. The Sun (News Group Newspapers):  s. 47.
4. ↑  ”Friends – Series 01 – Special Edition (PG): DVD”. Friends – Series 01 – Special Edition (PG): DVD. DVD Warehouse. Arkiverad från originalet den 2015-09-23. https://web.archive.org/web/20150923221026/http://www.dvdwarehouse.com.au/friends-series-01-special-edition.html. Läst 10. marts 2012. ”Arkiverade kopian”. Arkiverad från originalet den 23 september 2015. https://web.archive.org/web/20150923221026/http://www.dvdwarehouse.com.au/friends-series-01-special-edition.html. Läst 16 februari 2018.
5. ↑  ”Friends: The Complete Second Season”. Friends: The Complete Second Season. Amazon.com. http://www.amazon.com/Friends-The-Complete-Second-Season/dp/B000068CNX/ref=sr_1_1?ie=UTF8&qid=1331321874&sr=8-1/. Läst 9. marts 2012.
6. ↑  ”Friends – Series 02 – Special Edition (PG): DVD”. Friends – Series 02 – Special Edition (PG): DVD. DVD Warehouse. Arkiverad från originalet den 2015-09-23. https://web.archive.org/web/20150923221029/http://www.dvdwarehouse.com.au/friends-series-02-special-edition.html. Läst 10. marts 2012. ”Arkiverade kopian”. Arkiverad från originalet den 23 september 2015. https://web.archive.org/web/20150923221029/http://www.dvdwarehouse.com.au/friends-series-02-special-edition.html. Läst 16 februari 2018.
7. ↑  ”Friends: The Complete Third Season”. Friends: The Complete Third Season. Amazon.com. http://www.amazon.com/Friends-The-Complete-Third-Season/dp/B0000844MI/ref=sr_1_1?s=movies-tv&ie=UTF8&qid=1331335930&sr=1-1. Läst 9. marts 2012.
8. ↑  ”Friends – Series 03 – Special Edition (PG): DVD”. Friends – Series 03 – Special Edition (PG): DVD. DVD Warehouse. Arkiverad från originalet den 2015-09-23. https://web.archive.org/web/20150923221032/http://www.dvdwarehouse.com.au/friends-series-03-special-edition.html. Läst 10. marts 2012. ”Arkiverade kopian”. Arkiverad från originalet den 23 september 2015. https://web.archive.org/web/20150923221032/http://www.dvdwarehouse.com.au/friends-series-03-special-edition.html. Läst 16 februari 2018.
9. ↑  ”Friends: The Complete Fourth Season”. Friends: The Complete Fourth Season. Amazon.com. http://www.amazon.com/Friends-The-Complete-Fourth-Season/dp/B0000996IS/ref=sr_1_1?s=movies-tv&ie=UTF8&qid=1331335985&sr=1-1. Läst 9. marts 2012.
10. ↑  ”Friends – Series 04 – Special Edition (PG): DVD”. Friends – Series 04 – Special Edition (PG): DVD. DVD Warehouse. Arkiverad från originalet den 2015-09-23. https://web.archive.org/web/20150923221035/http://www.dvdwarehouse.com.au/friends-series-04-special-edition.html. Läst 10. marts 2012. ”Arkiverade kopian”. Arkiverad från originalet den 23 september 2015. https://web.archive.org/web/20150923221035/http://www.dvdwarehouse.com.au/friends-series-04-special-edition.html. Läst 16 februari 2018.
11. ↑  ”Friends: The Complete Fifth Season”. Friends: The Complete Fifth Season. Amazon.com. http://www.amazon.com/Friends-The-Complete-Fifth-Season/dp/B0000C2IXN/ref=sr_1_1?s=movies-tv&ie=UTF8&qid=1331336014&sr=1-1. Läst 9. marts 2012.
12. ↑  ”Friends – Series 05 – Special Edition (PG): DVD”. Friends – Series 05 – Special Edition (PG): DVD. DVD Warehouse. Arkiverad från originalet den 2015-09-23. https://web.archive.org/web/20150923221039/http://www.dvdwarehouse.com.au/friends-series-05-special-edition.html. Läst 10. marts 2012. ”Arkiverade kopian”. Arkiverad från originalet den 23 september 2015. https://web.archive.org/web/20150923221039/http://www.dvdwarehouse.com.au/friends-series-05-special-edition.html. Läst 16 februari 2018.
13. ↑  ”Friends: The Complete Sixth Season”. Friends: The Complete Sixth Season. Amazon.com. http://www.amazon.com/Friends-The-Complete-Sixth-Season/dp/B0000X2ECE/ref=sr_1_1?s=movies-tv&ie=UTF8&qid=1331336033&sr=1-1. Läst 9. marts 2012.
14. 1 2  ”Friends: The Complete Ninth Season”. Friends: The Complete Ninth Season. Amazon.co.uk. http://www.amazon.co.uk/Friends-Complete-Season-New-Edition/dp/B00064MJA4/ref=sr_1_1?s=dvd&ie=UTF8&qid=1331336644&sr=1-1. Läst 9. marts 2012.
15. ↑  ”Friends – Series 06 – Special Edition (PG): DVD”. Friends – Series 06 – Special Edition (PG): DVD. DVD Warehouse. Arkiverad från originalet den 2016-03-05. https://web.archive.org/web/20160305005504/http://www.dvdwarehouse.com.au/friends-series-06-special-edition.html. Läst 10. marts 2012. ”Arkiverade kopian”. Arkiverad från originalet den 5 mars 2016. https://web.archive.org/web/20160305005504/http://www.dvdwarehouse.com.au/friends-series-06-special-edition.html. Läst 16 februari 2018.
16. ↑  ”Friends: The Complete Seventh Season”. Friends: The Complete Seventh Season. Amazon.com. http://www.amazon.com/Friends-The-Complete-Seventh-Season/dp/B0001AW066/ref=sr_1_1?s=movies-tv&ie=UTF8&qid=1331336114&sr=1-1. Läst 9. marts 2012.
17. ↑  ”Friends: The Complete Eighth Season”. Friends: The Complete Eighth Season. Amazon.co.uk. http://www.amazon.co.uk/Friends-Complete-Season-New-Edition/dp/B00064MJ9U/ref=sr_1_1?s=dvd&ie=UTF8&qid=1331336678&sr=1-1. Läst 9. marts 2012.
18. ↑  ”Friends – Series 07 – Special Edition (PG): DVD”. Friends – Series 07 – Special Edition (PG): DVD. DVD Warehouse. Arkiverad från originalet den 2016-03-05. https://web.archive.org/web/20160305020412/http://www.dvdwarehouse.com.au/friends-series-07-special-edition.html. Läst 10. marts 2012. ”Arkiverade kopian”. Arkiverad från originalet den 5 mars 2016. https://web.archive.org/web/20160305020412/http://www.dvdwarehouse.com.au/friends-series-07-special-edition.html. Läst 16 februari 2018.
19. ↑  ”Friends: The Complete Eighth Season”. Friends: The Complete Eighth Season. Amazon.com. http://www.amazon.com/Friends-The-Complete-Eighth-Season/dp/B0002WZN8K/ref=sr_1_1?s=movies-tv&ie=UTF8&qid=1331336252&sr=1-1. Läst 9. marts 2012.
20. ↑  ”Friends: The Complete Eighth Season”. Friends: The Complete Eighth Season. Amazon.co.uk. http://www.amazon.co.uk/Friends-Complete-Season-New-Edition/dp/B00064MW4M/ref=sr_1_1?ie=UTF8&qid=1331336588&sr=8-1. Läst 9. marts 2012.
21. ↑  ”Friends – Series 08 – Special Edition (PG): DVD”. Friends – Series 08 – Special Edition (PG): DVD. DVD Warehouse. Arkiverad från originalet den 2015-09-23. https://web.archive.org/web/20150923221048/http://www.dvdwarehouse.com.au/friends-series-08-special-edition.html. Läst 10. marts 2012. ”Arkiverade kopian”. Arkiverad från originalet den 23 september 2015. https://web.archive.org/web/20150923221048/http://www.dvdwarehouse.com.au/friends-series-08-special-edition.html. Läst 16 februari 2018.
22. ↑  ”Friends: The Complete Ninth Season”. Friends: The Complete Ninth Season. Amazon.com. http://www.amazon.com/Friends-The-Complete-Ninth-Season/dp/B0006ZM8M2/ref=sr_1_1?s=movies-tv&ie=UTF8&qid=1331336165&sr=1-1. Läst 9. marts 2012.
23. ↑  ”Friends – Series 09 – Special Edition (PG): DVD”. Friends – Series 09 – Special Edition (PG): DVD. DVD Warehouse. Arkiverad från originalet den 2016-03-04. https://web.archive.org/web/20160304225100/http://www.dvdwarehouse.com.au/friends-series-09-special-edition.html. Läst 10. marts 2012. ”Arkiverade kopian”. Arkiverad från originalet den 4 mars 2016. https://web.archive.org/web/20160304225100/http://www.dvdwarehouse.com.au/friends-series-09-special-edition.html. Läst 16 februari 2018.
24. ↑  ”Friends: The Complete Tenth Season”. Friends: The Complete Tenth Season. Amazon.com. http://www.amazon.com/Friends-The-Complete-Tenth-Season/dp/B000AMFEHC/ref=sr_1_1?s=movies-tv&ie=UTF8&qid=1331336202&sr=1-1. Läst 9. marts 2012.
25. ↑  ”Friends: The Complete Tenth Season”. Friends: The Complete Tenth Season. Amazon.co.uk. http://www.amazon.co.uk/Friends-Complete-Season-New-Edition/dp/B00064MJAE/ref=sr_1_1?s=dvd&ie=UTF8&qid=1331336660&sr=1-1. Läst 9. marts 2012.
26. ↑  ”Friends – Series 10 – Special Edition (PG): DVD”. Friends – Series 10 – Special Edition (PG): DVD. DVD Warehouse. Arkiverad från originalet den 2015-09-23. https://web.archive.org/web/20150923221054/http://www.dvdwarehouse.com.au/friends-series-10-special-edition.html. Läst 10. marts 2012. ”Arkiverade kopian”. Arkiverad från originalet den 23 september 2015. https://web.archive.org/web/20150923221054/http://www.dvdwarehouse.com.au/friends-series-10-special-edition.html. Läst 16 februari 2018.
27. 1 2  Swift, Andy (May 13, 2021). ”Friends Reunion Special Gets May Premiere Date on HBO Max — First Look”. TVLine. https://tvline.com/2021/05/13/friends-reunion-premiere-date-video-hbo-max/.
28. ↑  ”Friends 25 Couch Tour”. Warner Bros. Entertainment. Arkiverad från originalet den 22 september 2019. https://web.archive.org/web/20190922160926/https://www.warnerbros.com/news/press-releases/Friends-25-Couch-Tour. Läst 22 september 2019.